# Salix retusa
Salix retusa là một loài thực vật có hoa trong họ Liễu. Loài này được L. miêu tả khoa học đầu tiên.

## Hình ảnh

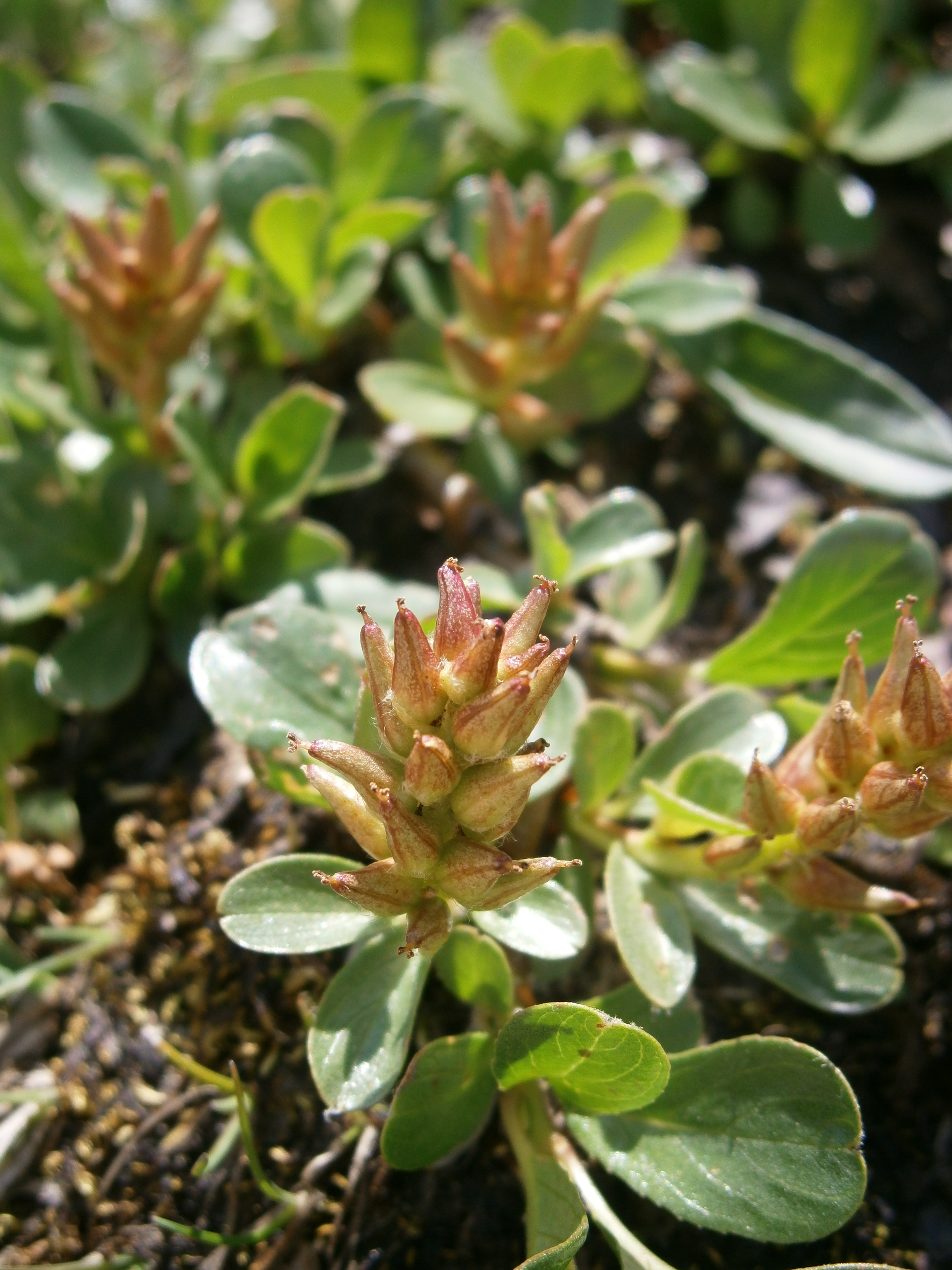
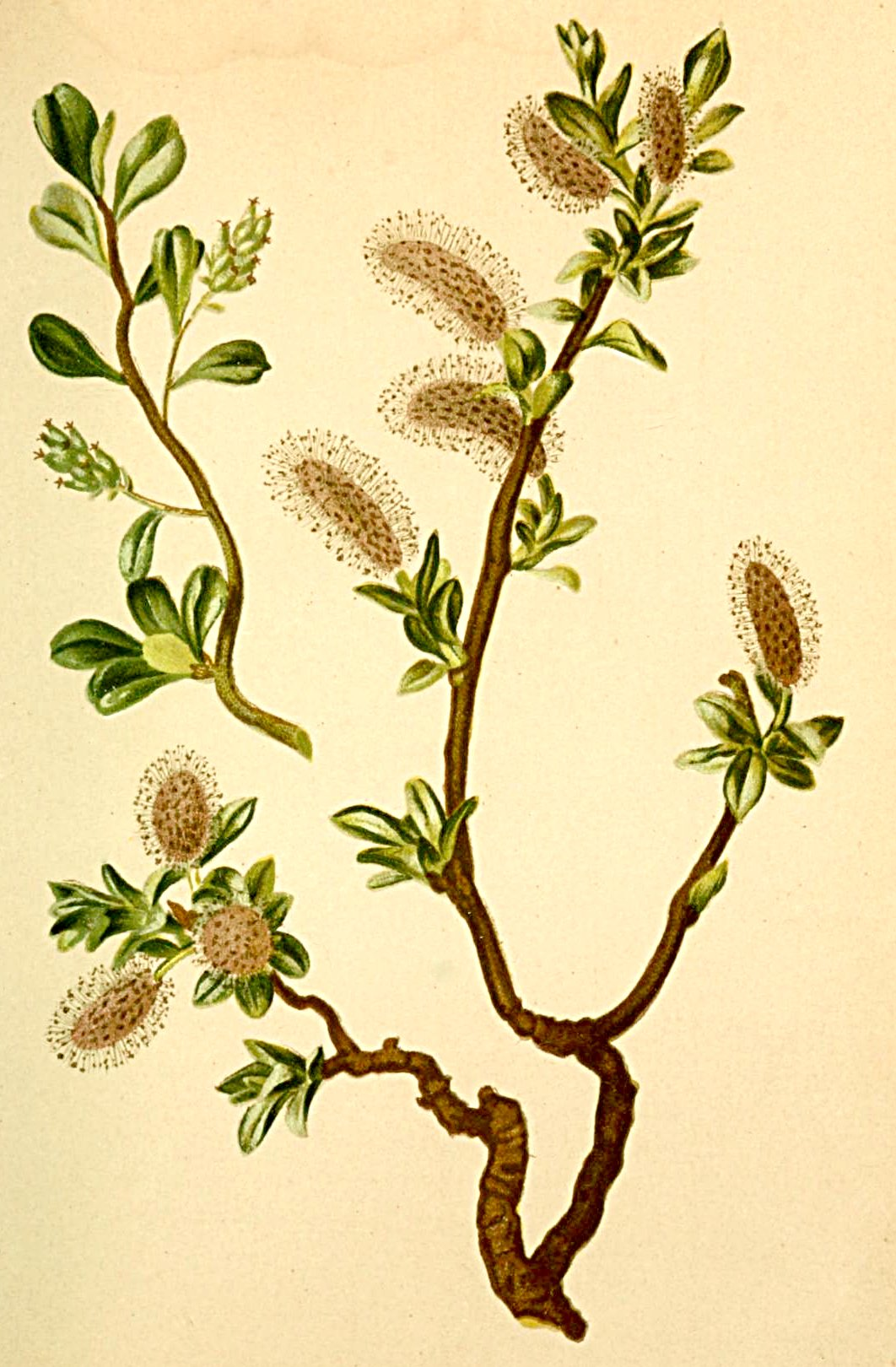
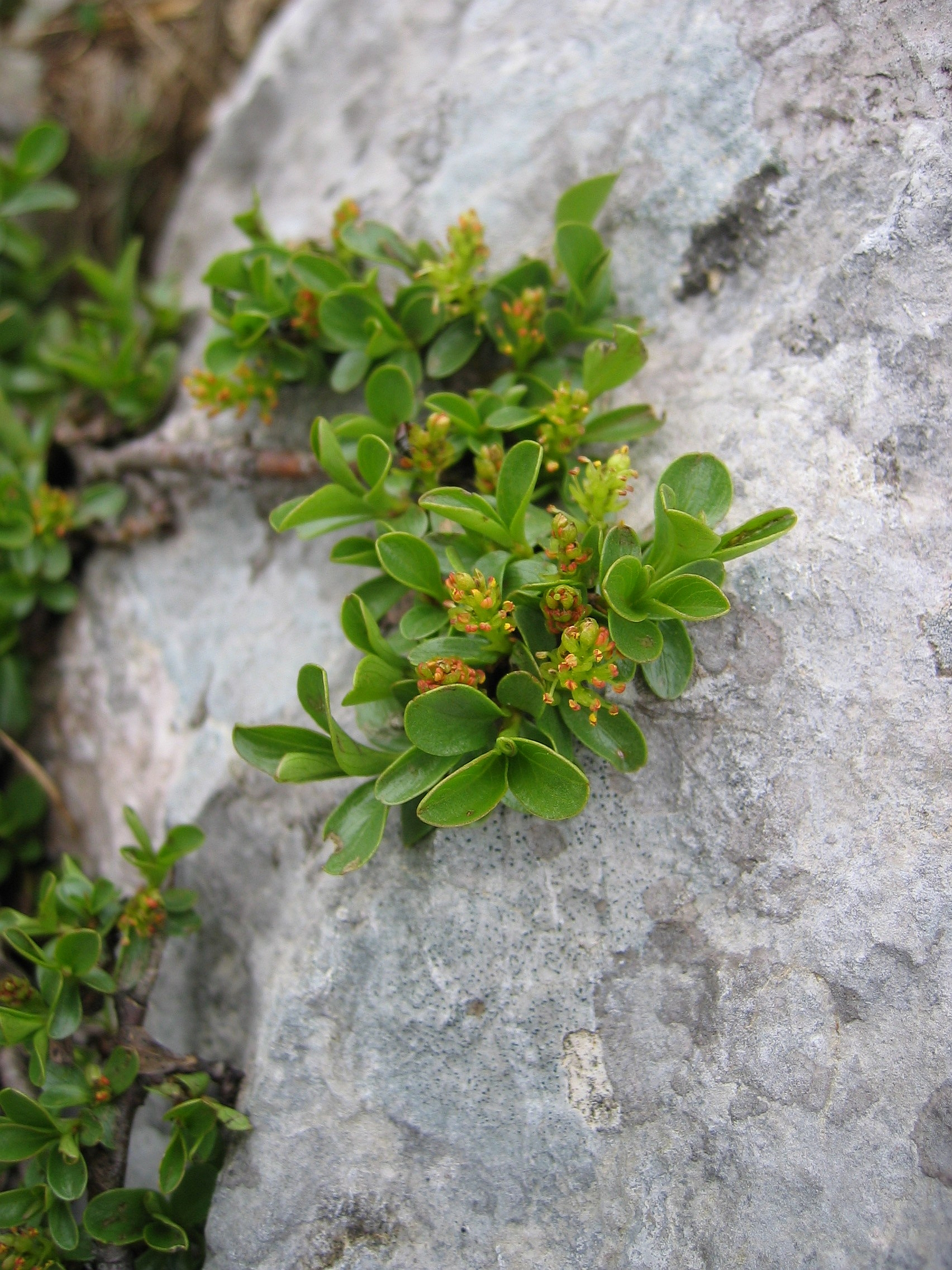
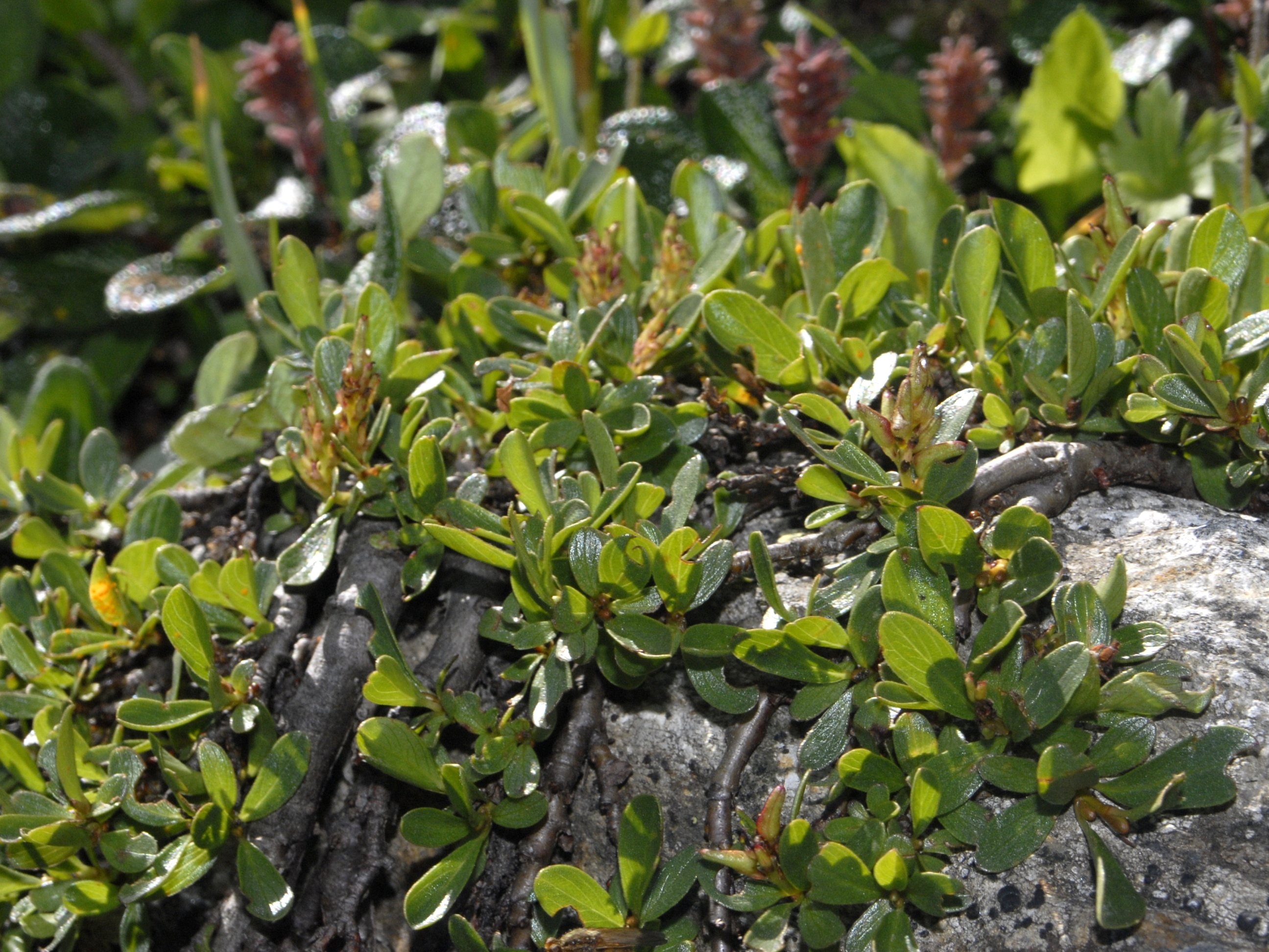